# Plymophiloscia ulverstonensis
Plymophiloscia ulverstonensis là một loài chân đều trong họ Philosciidae. Loài này được Green miêu tả khoa học năm 1961.